# 박신우 (배우)
박신우(1988년 2월 20일 ~ )는 대한민국의 배우이다.

## 학력
- 동국대학교 연극영화학과

## 출연작

### 영화
- 《원펀치》 (2019년) - 신우 역
- 《올레》 (2016년) - 티티카카 훈남 역
- 《두 사람이다》 (2007년) - 엔딩 학생 역

### 드라마
- 2007년 tvN 목,금 일일시트콤 《막돼먹은 영애씨 1》 ... 이영민 역
- 2009년 SBS 주말 특별기획 드라마 《그대, 웃어요》 ... 철민 역
- 2010년 MBC 주말연속극 《글로리아》 ... 영태 역
- 2014년 MBC 주말연속극 《장미빛 연인들》 ... 차범 역
- 2014년 MBC 드라마 페스티벌 《가봉》
- 2015년 On Style 8부작 미니시리즈 《처음이라서》
- 2016년 KBS2 월화 미니시리즈 《무림학교》 ... 고상만 역
- 2018년 KBS2 수목 미니시리즈 《슈츠》 ... 한선태 역
- 2020년 SBS 금토 미니시리즈 《하이에나》 ... 손진수 역
- 2020년 KBS1 저녁 일일연속극 《기막힌 유산》 ... 부한라 역
- 2022년 SBS 금토 미니시리즈 《왜 오수재인가》 ... 한동오 역
- 2022년 ~ 2023년 KBS1 저녁 일일연속극 《내 눈에 콩깍지》 ... 강은호 역
- 2023년 MBC 금토 미니시리즈 《꼭두의 계절》 ... 조봉필 역
- 2024년 KBS2 일일드라마 《피도 눈물도 없이》... 이산들 역 (3회부터 출연)